# Lindsay Owen-Jones
Lindsay Owen-Jones (ur. 17 marca 1946 w Wallasey) – brytyjski biznesmen i kierowca wyścigowy, były prezes firmy kosmetycznej L’Oréal. Członek Rady Dyrektorów Ferrari SpA, BNP Paribas i Sanofi, członek rady nadzorczej Air Liquide. Prezydent FIA Endurance Commission.

## Życiorys
Owen-Jones rozpoczął karierę w międzynarodowych wyścigach samochodowych w 1994 roku od startów w klasie GT2  \24-godzinnego wyścigu Le Mans. Wyścigu tego nie zdołał jednak ukończyć. W 1996 był czwarty. W późniejszych latach Brytyjczyk pojawiał się także w stawce Global GT Championship (1995-1996).